# ザ・シサ
『ザ・シサ』は、筋肉少女帯の19枚目のアルバム。2018年10月31日に徳間ジャパンコミュニケーションズから発売された。

## 概要
メンバー全員参加の抽選握手会への応募用紙が付属。
筋少トレーディングカード全10種のうち1枚が封入。

## 収録曲

### CD
1. セレブレーション
  - 作曲：本城聡章
  - インストゥルメンタル曲。
2. I,頭屋
  - 作詞：大槻ケンヂ / 作曲：本城聡章
3. 衝撃のアウトサイダー・アート
  - 作詞：大槻ケンヂ / 作曲：橘高文彦
4. オカルト
  - 作詞：大槻ケンヂ / 作曲：本城聡章
5. ゾンビリバー〜Row your boat
  - 作詞：大槻ケンヂ / 作曲：橘高文彦
6. なぜ人を殺しちゃいけないのだろうか?
  - 作詞：大槻ケンヂ / 作曲：本城聡章
7. 宇宙の法則
  - 作詞：大槻ケンヂ / 作曲：橘高文彦
8. マリリン・モンロー・リターンズ
  - 作詞：大槻ケンヂ / 作曲：橘高文彦
9. ケンヂのズンドコ節
  - 作詞：大槻ケンヂ / 作曲：内田雄一郎
10. ネクスト・ジェネレーション
  - 作詞：大槻ケンヂ / 作曲：本城聡章
11. セレブレーションの視差
  - 作詞：大槻ケンヂ / 作曲：本城聡章
12. パララックスの視差
  - 作詞：大槻ケンヂ / 作曲：内田雄一郎

### DVD・Blu-ray（初回限定盤のみ）
1. 筋少動画02
  - 内田雄一郎が編集している[2]。